# Pierre William
Pour les articles homonymes, voir William.
Pierre William  (né le 17 décembre 1928 à Dakar au Sénégal) est un athlète franco-sénégalais, spécialiste du triple saut.

## Biographie
Pierre William remporte le titre de champion de France du triple saut en 1961. 
Le 25 septembre 1960, à Colombes, il établit un nouveau record de France du triple saut en atteignant la marque de 16,00 m.
Il participe aux Jeux olympiques de 1960 à Rome où il s'incline dès les qualifications.
Il remporte la médaille d'or du triple saut des Jeux de la Communauté de 1960 à Tananarive et des Jeux de l'Amitié de 1961 à Abidjan sous les couleurs sénégalaises

### Palmarès
- Championnats de France d'athlétisme :
  - vainqueur du triple saut en 1961

### Records
| Épreuve     | Performance | Lieu | Date |
| ----------- | ----------- | ---- | ---- |
| Triple saut | 16,00 m     |      | 1960 |